# Linea 12 (metropolitana di Parigi)
La linea 12 della metropolitana di Parigi è una delle 16 linee di metropolitana che servono la città di Parigi, in Francia. La linea collega il comune Issy-les-Moulineaux nel sud di Parigi a Mairie d'Aubervilliers nel nord.
Originariamente identificata come linea A, è una delle due tratte (insieme alla 13) realizzate dalla compagnia Nord-Sud, concorrente della CMP (costruttrice di gran parte della rete ferroviaria sotterranea), che successivamente la rilevò.
È l'undicesima linea per passeggeri per anno sulla rete.

## Cronologia
- 5 novembre 1910: la linea A della società Nord-Sud viene attivata tra Porte de Versailles e Notre-Dame de Lorette.
- 8 aprile 1911: la linea è prolungata a nord da Notre-Dame de Lorette a Pigalle.
- 31 ottobre 1912: la linea è prolungata da Pigalle a Jules Joffrin.
- 23 agosto 1916: la linea è prolungata da Jules Joffrin a Porte de la Chapelle.
- 1930: la compagnia Nord-Sud viene liquidata e le sue linee passano alla CMP. La linea A diventa linea 12: l‘alimentazione a linea aerea di contatto viene sostituita dalla terza rotaia.
- 24 marzo 1934: la linea è prolungata da Porte de Versailles a Mairie d'Issy.
- 18 dicembre 2012: la linea è prolungata a nord fino a Front Populaire.
- 31 maggio 2022: la linea è prolungata a nord a Mairie d'Aubervilliers.

## Futuro
Un'estensione a nord è prevista da Mairie d'Aubervilliers con una stazione intermedia: Pont de Stains.

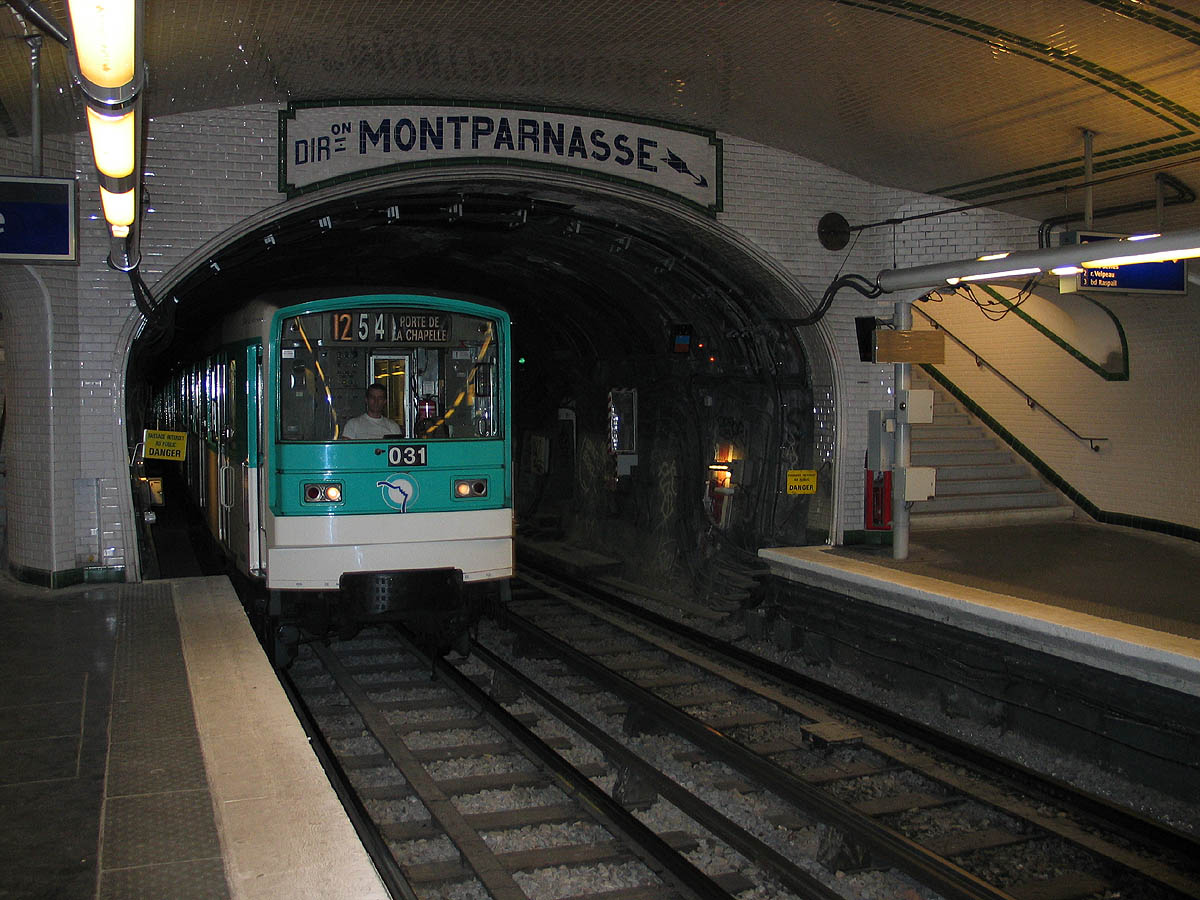
Stazione della linea 12 con un convoglio MF 67. Sopra la galleria si nota un cartello in maiolica indicante la destinazione dei treni.

## Stazioni che hanno cambiato nome
- 1923: Sèvres - Croix Rouge diventa Sèvres-Babylone.
- 25 agosto 1931: Marcadet diventa Marcadet-Poissoniers.
- 6 ottobre 1942: Montparnasse diventa Montparnasse-Bienvenue.
- 15 ottobre 1945: Petits Ménages diventa Corentin Celton in onore di un membro della Resistenza francese che stava lavorando al Hospice dei Petits Ménages e che fu ucciso dai nazisti durante l'occupazione.
- 11 maggio 1946: Torcy diventa Marx-Dormoy.
- 30 giugno 1986: Chambre des Députés diventa Assemblée Nationale.

## Turismo

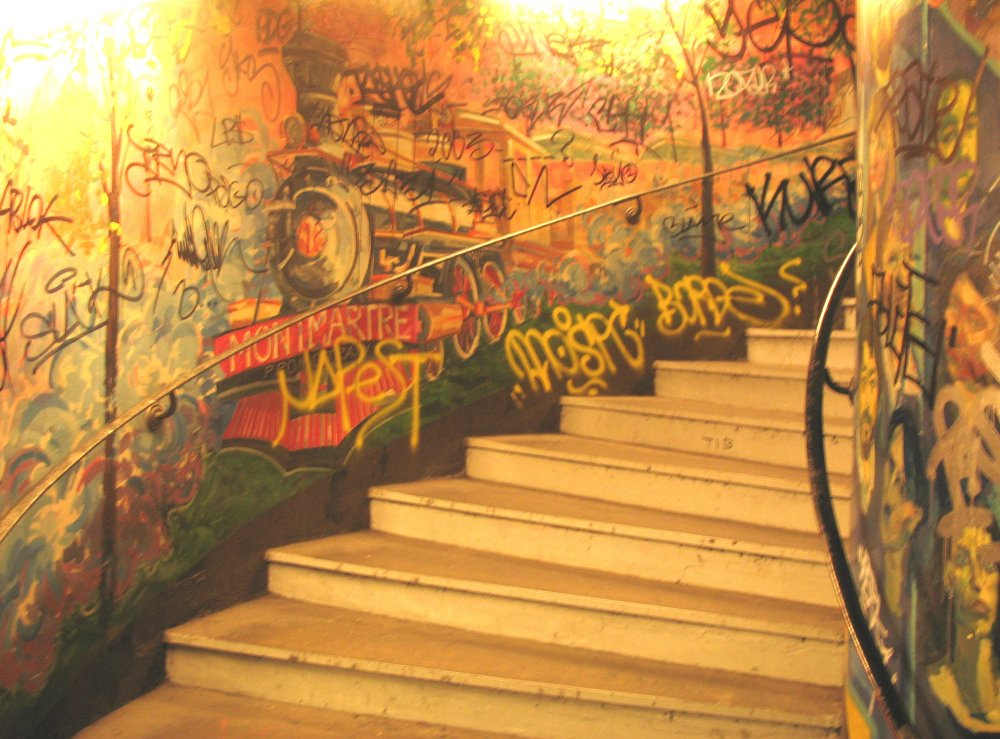
Scale "dipinte" alla stazione Abbesses fatta in un profondo livello di Montmartre.

La linea 12 passa vicino a diversi luoghi di interesse:
- la Chapelle e la Goutte d'Or e la loro influenze africane ed asiatiche
- Montmartre e la basilica del Sacro Cuore
- Pigalle e il Moulin Rouge
- la chiesa della Trinité
- la stazione ferroviaria Paris Saint-Lazare
- la chiesa della Madeleine
- Place de la Concorde
- l'Assemblée Nationale, l'Assemblea nazionale francese
- le Bon Marché
- i Giardini del Lussemburgo
- Montparnasse, il suo molto famoso caffè e la torre di Montparnasse
- il palazzo dei Congressi di Parigi alla Porte de Versailles.